# Peter Debye
Petrus (Peter) Josephus Wilhelmus Debye o Petrus Josephus Wilhelmus Debije (Maastricht, 24 de marzo de 1884 - Ithaca, Nueva York, 2 de noviembre de 1966) fue un ingeniero eléctrico, físico-químico y profesor universitario estadounidense de origen neerlandés, autor de numerosos trabajos relacionados con la mecánica cuántica.
En 1936 ganó el premio Nobel de Química por su contribución al conocimiento de las estructuras moleculares.

## Biografía
Petrus Debye (su nombre era originalmente Petrus Wilhelmus Josefo Debije pero los registros muestran que finalmente se cambió el nombre) estudió matemáticas, física y química en la Universidad tecnológica de Aquisgrán, universidad situada en Alemania pero a tan solo 30 kilómetros de Maastricht, y donde se licenció en 1905 bajo la supervisión de Arnold Sommerfeld. En 1906 se doctoró en la Universidad de Múnich, también bajo la supervisión de Sommerfeld, el cual le había nombrado asistente personal. Consiguió su doctorado con una tesis sobre presión de radiación en 1908.

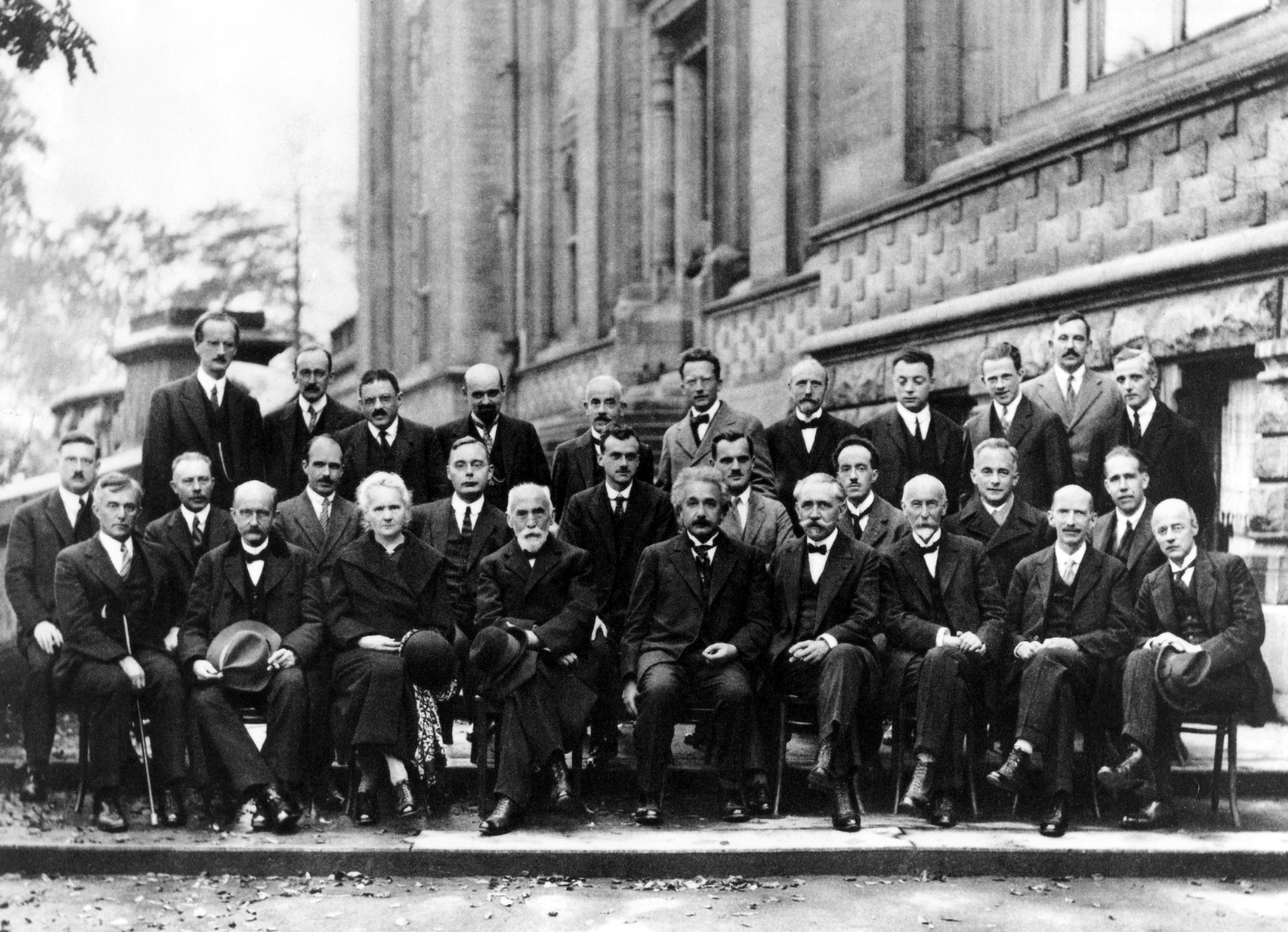
Quinto Congreso Solvay de 1927. Podemos ver a Peter Debye el primero por la izquierda de la fila central, sentado al lado de Martin Knudsen y detrás de Irving Langmuir.

Entre 1911 y 1935 impartió clases de física en las universidades de Utrecht en 1912, Gotinga en 1913, volvió a la Zúrich en 1920, en la de Leipzig en 1927, y finalmente volvió a Berlín en 1934 donde fue nombrado director del Instituto Kaiser Wilhelm de Física.
En 1913 se casó con Mathilde Alberer. Tuvieron una hija y un hijo (Peter P. Debye) que se convirtió en un reconocido físico y llegó, incluso, a colaborar con Debye en algunas de sus investigaciones.
En 1938 se trasladó a los Estados Unidos, donde impartió clases de química en la Universidad Cornell entre 1940 y 1952. En 1946 obtuvo la nacionalidad estadounidense, momento en el que cambió su nombre neerlandés por su transcripción inglesa.
En algunas biografías, se dice que Debye se mudó a los EE. UU. porque se negó a aceptar la ciudadanía que le fue impuesta por los nazis. Aunque algunos registros indican que Debye participaba activamente en la expulsión en el Instituto Kaiser Wilhelm de judíos y otras personas no arias, todavía se está debatiendo si estos hechos son ciertos.
Debye falleció el 2 de noviembre de 1966 en la población de Ithaca, Nueva York, a consecuencia de un infarto de miocardio. Previamente ya había superado un primer ataque al corazón en abril del mismo año.

### Controversia de 2006
En enero de 2006, apareció un libro (en neerlandés) en los Países Bajos, escrito por Sybe Rispens, titulado Einstein en los Países Bajos. En uno de los capítulos de este libro se analiza la relación entre Albert Einstein y Debye. Rispens descubrió nuevos documentos y demostró que, durante su dirección de la Sociedad Kaiser Wilhelm, Debye participó activamente en la limpieza de las instituciones científicas alemanas de "elementos no arios" como los judíos y otros. Rispens registra que el 9 de diciembre de 1938, Debye escribió en su calidad de presidente de la Deutsche Gesellschaft Physikalische (DPG) a todos los miembros de la DPG:
En vista de la situación actual, la afiliación de los judíos alemanes en la Deutsche Gesellschaft Physikalische, según lo estipulado por las leyes de Núremberg, no puede continuar. De acuerdo con los deseos de la junta, pido a todos los miembros a los que se aplican estas normas que me informen de su renuncia. Heil Hitler!
Numerosas biografías publicadas antes del trabajo de Rispens, afirman que Debye se trasladó a los EE. UU. porque se negó a aceptar la nacionalidad alemana que querían imponerle los nazis, y planeó su salida de Alemania durante una visita a su madre en Maastricht a finales de 1939, tras lo que abordó un barco en Génova en enero de 1940 y llegó a Nueva York a principios de febrero de 1940. Se solicitó de inmediato su residencia permanente en los EE. UU. y aceptó una oferta de trabajo de la Universidad de Cornell en junio de 1940. Ese mes, cruzó la frontera de Estados Unidos con Canadá y regresó a los pocos días con una visa de inmigración. También fue capaz de sacar a su esposa de Alemania y llevarla a los EE. UU. en diciembre de 1940. A pesar de que su hijo ya estaba en los EE. UU. antes de partir, su cuñada y su hija de 19 años de edad no pudieron trasladarse. Vivían en su residencia oficial en Berlín, manteniéndose gracias a los salarios oficiales de Debye en Berlín (mantuvo cuidadosamente una licencia oficial de ausencia para este propósito).
Además, Rispens alega que Albert Einstein en la primera mitad de 1940 intentó activamente prevenir a Cornell acerca del nombramiento de Debye. Einstein supuestamente escribió a sus colegas estadounidenses advirtiéndoles de que: "Sé de buena fuente que Peter Debye todavía está en estrecho contacto con los líderes alemanes (nazis)" y, siempre de acuerdo con lo que sostiene Rispens, exhortó a sus colegas a hacer "lo que consideran su deber como ciudadanos americanos". Para apoyar esta afirmación, Rispens se refiere a una conocida carta de Debye a Einstein y la respuesta de Einstein a la misma. Van Ginkel investigó informes del FBI de 1940 sobre este asunto y trazó la "fuente confiable" a una sola carta dirigida a Einstein y escrita por alguien cuyo nombre se ha perdido. Esta persona no era conocida personalmente por Einstein y, según el propio Einstein, probablemente tampoco conocía personalmente Debye. Por otra parte, esta carta acusatoria no le llegó a Einstein directamente, sino que fue interceptada por los censores británicos que se la mostraron a Einstein. Einstein envió al agente británico con la carta a Cornell, y las autoridades de Cornell informaron a Debye sobre el asunto. Acto seguido, Debye escribió su conocida carta a Einstein de 1940, a la que respondió Einstein. Las dos últimas cartas se pueden encontrar en la correspondencia publicada de Einstein.
Rispens alega que Debye envió un telegrama a Berlín el 23 de junio de 1941 informando a sus patrones anteriores de que era capaz y estaba dispuesto a reanudar sus responsabilidades en el Kaiser Wilhelm Institut, presumiblemente con el fin de mantener su permiso de ausencia y conservar la casa y los salarios disponibles en Berlín para su hija, aunque hasta el momento no se ha podido recuperar ninguna copia de este telegrama. En el verano de 1941, Debye presentó su solicitud de convertirse en ciudadano de los Estados Unidos y fue reclutado rápidamente en los EE. UU. para participar en la investigación de guerra aliada.
Ha sido bien documentado en muchas biografías, y también en el libro de Rispens, que Debye y sus colegas neerlandeses ayudaron a su colega judía Lise Meitner en 1938-1939 (con gran riesgo para sí mismo y para su familia) a cruzar la frontera germano-neerlandesa para escapar de la persecución nazi y, finalmente, poder llegar a Suecia.
Precediendo al trabajo de Rispens, y en contraste con él, un artículo de Rechenberg apareció 18 años antes en relación con la carta de Debye. El artículo describe la misiva de Debye con más detalle y presenta una imagen muy favorable de Debye en sus esfuerzos para resistir a los activistas nazis. Por otra parte, este artículo señala que Max von Laue, muy conocido por sus puntos de vista antinazis, dio su visto bueno a la carta del presidente de la DPG.

### La respuesta internacional
El hijo de Debye, Peter P. Debye, entrevistado en 2006 a la edad 89 años recuerda que su padre era totalmente apolítico y que en la intimidad familiar no se discutía de asuntos políticos. Según su hijo, Debye solo quería hacer su trabajo en el Instituto Kaiser Wilhelm, y durante el tiempo que los nazis no le molestaron, fue capaz de hacerlo. Recuerda que su madre le instó a permanecer en los EE. UU. en caso de guerra. El hijo de Debye había llegado a los EE. UU. en unas vacaciones de dos meses durante el verano de 1939, pero nunca volvió a Alemania debido al estallido de la guerra.
Las acusaciones de Rispens 'fueron consideradas suficientemente graves por el Consejo de Administración de la Universidad de Utrecht que el 16 de febrero de 2006 anunció un cambio de nombre para el Instituto de Debye. Esto se hizo después de consultar con el NIOD.
En un artículo de opinión publicado en el sitio web del Instituto Debye, el Dr. Gijs van Ginkel (hasta abril de 2007 Director Gerente Sénior del VM Debye Instituut en Utrecht) lamentó esta decisión. En su artículo cita estudiosos que señalan que el DPG fue capaz de retener a su personal amenazado el tiempo que podría esperarse bajo una creciente presión de los nazis. También alega el hecho importante de que cuando Debye en 1950 recibió la Medalla Max Planck del DPG, nadie se opuso, ni siquiera el conocido oponente de los nacionalsocialistas Max von Laue, que habría estado en condiciones de oponerse. También Einstein, con su enorme prestigio, todavía estaba vivo, al igual que otros científicos judíos como Lise Meitner y James Franck (ambos conocían íntimamente a Debye). Ninguno de ellos protestó contra Debye cuando recibió la máxima distinción científica alemana. De hecho, Albert Einstein, después de muchos años de no participar en la votación de los nominados a la medalla Max Planck, se unió de nuevo en el proceso de votar por Debye.
La Universidad de Maastricht también anunció que estaba reconsiderando su posición en el Peter Debye Prijs voor onderzoek natuurwetenschappelijk  (Premio Peter Debye para la investigación científica).
En una respuesta en el sitio web de la DPG, Dieter Hoffmann y Mark Walker también concluyen que Debye no era un activista nazi. Ellos señalan que Max von Laue también fue requerido y obligado (como funcionario) a firmar cartas con Heil Hitler. Así mismo, afirman que el DPG fue una de las últimas sociedades científicas en purgar a sus miembros judíos y solo muy a su pesar, y citan la respuesta de la Liga de Profesores Universitarios del Reich (una organización nacionalsocialista) a la carta de Debye:
 Obviamente, la Sociedad Alemana de Física está aún muy atrasada y todavía se aferra firmemente a sus queridos judíos. De hecho, es notable que solo "debido a circunstancias fuera de nuestro control", ya no se pueda mantener a los miembros judíos
En mayo de 2006, el ganador neerlandés del Premio Nobel Martinus Veltman que había escrito el prólogo del libro de Rispen, renunció a la descripción del libro de Peter Debye, retiró su prólogo, y pidió al Consejo de Administración de la Universidad de Utrecht que reconsiderara su decisión de cambiar el nombre del Instituto Debye.
Diversas investigaciones históricas, tanto en los Países Bajos como en los EE. UU., se han llevado a cabo después de la actuación de la Universidad de Maastricht. La primera de estas investigaciones, llevada a cabo por el departamento de Química y Biología Química de la Universidad de Cornell ya ha finalizado. El informe de la investigación de Cornell, publicado el 31 de mayo de 2006, establece que:
Sobre la base de la información actualizada, no hemos encontrado evidencias que respalden las acusaciones de que Debye fuera un simpatizante o colaborador nazi, o de que sostuviera opiniones antisemitas. Es importante que esto se afirme claramente, ya que estas son las acusaciones más graves.
Se continúa declarando:
Por lo tanto, sobre la base de la información, pruebas y registros históricos conocidos hasta la fecha, creemos que cualquier acción en la que se disocie el nombre de Debye del Departamento de Química y Biología Química en Cornell es injustificada.
En junio de 2006, se informó que el director científico del anteriormente Instituto Debye había sido amonestado por el Consejo de Administración de la Universidad de Utrecht por una nueva publicación sobre los años durante la guerra de Debye, sobre la base de que estaba sesgado demasiado personalmente con respecto al conflicto del nombre del Instituto. De acuerdo con el consejo de la institución, el libro no debería haberse editado como una publicación del Instituto Debye, sino a título personal. El libro fue prohibido por la Universidad de Utrecht y a los dos directores del antiguo Instituto Debye se les prohibió tener más contacto con la prensa. Una docena de profesores de la Facultad de Física, entre los cuales figuraba Cees Andriesse, se manifestaron abiertamente en contra de las intervenciones de la Junta y protestaron contra la censura ejercida por la universidad.
En mayo de 2007, las universidades de Utrecht y Maastricht anunciaron que un nuevo comité encabezado por Jan Terlouw les asesoraría en relación con el cambio de nombre. Además, a principios de 2007, se anunció un informe oficial, que será publicado por la NIOD y autorizado por el Ministerio de Educación Neerlandés (continuación prevista para el otoño de 2007) .

### 2007 Informe NIOD
El informe describe la presentación que hace Rispens de Debye (la de un oportunista que no tiene objeciones a los nazis) como una caricatura.
 Se puede afirmar que Debye fue llamado con razón un oportunista después de su llegada a los Estados Unidos. Hemos visto que se prestó a ser leal al sistema político dominante, en primer lugar al Tercer Reich y después a los Estados Unidos, mientras que al mismo tiempo, mantuvo la puerta trasera abierta: en el Tercer Reich (mediante la retención de su nacionalidad holandesa), y en los Estados Unidos (tratando de mantener en secreto algunos contactos con la Alemania nazi a través del Ministerio de Asuntos Exteriores).
Se concluye que las acciones de Debye en 1933-1945 se basaron en la idea positivista de la ciencia en el siglo XIX, que veía la investigación en física como una generación de bendiciones para la humanidad. El informe señala que, para sus contemporáneos, Debye fue considerado como un oportunista por algunos y como un hombre de carácter más elevado por otros. El informe afirma que Debye no fue coaccionado por los nazis cuando escribió la infame carta de la DPG con la firma Heil Hitler y que tampoco siguió el ejemplo de otras sociedades al hacerlo, sino que más bien otras sociedades siguieron su ejemplo. El informe NIOD también concluye que Debye se vio obligado a enviar la carta y que era, para él, simplemente una confirmación de una situación existente. También sostiene que Debye, durante el Tercer Reich, desarrolló una estrategia de supervivencia basada en la ambigüedad que le permitió continuar su carrera científica a pesar de la agitación política. Crucial para esta estrategia de supervivencia era la necesidad de tener disponible una vía de escape, por ejemplo, en sus tratos secretos con los nazis en 1941 si fuera necesario.
Sin embargo, el informe también señala que la imagen de Debye no debe ser demasiado simplista porque sus acciones también fueron motivadas por su lealtad a su hija, que había permanecido en Berlín. En general, Debye desarrolló un método de supervivencia basado en la ambigüedad que "podría engañar a la mirada de la gente".

### Informe 2008 Terlouw
En enero de 2008, la Comisión Terlouw aconsejó a las Juntas de las Universidades de Utrecht y Maastricht el seguir utilizando el nombre de Peter Debye para el instituto de química y física en Utrecht, y continuar con la concesión del premio de ciencias en Maastricht. La Comisión llegó a la conclusión de que Debye no era un miembro del partido, no era un antisemita, no hizo más propaganda nazi, no cooperó con la maquinaria de guerra nazi, no era un colaborador, y sin embargo tampoco era un héroe de la resistencia. Era un científico bastante pragmático, flexible y brillante, idealista con respecto a la búsqueda de la ciencia, pero solo superficialmente orientado en la política. Con respecto al envío de la carta de la DPG, la Comisión llegó a la conclusión de que la situación de Debye lo hizo ineludible. La Comisión señaló que la Real Academia Neerlandesa de Ciencias también tomó distancia como miembro honorario de Albert Einstein, haciendo hincapié en las circunstancias en que se tomaron estas decisiones. La Comisión indicó que ahora, setenta años más tarde, no se puede juzgar sobre la decisión de Debye para firmar esta carta en las circunstancias excepcionalmente difíciles en las que a continuación se encontró. No obstante, la Comisión describe la carta de la DPG como un hecho extraordinariamente desagradable, formando una página oscura en la historia de su vida. Por último, la Comisión concluyó que, basándose en el informe NIOD ya que ninguna mala fe por parte de Debye se ha demostrado, su buena fe debe asumirse y recomendó a la Universidad de Utrecht mantener el nombre del Instituto de Debye de la Ciencia de Nanomateriales y que la Universidad de Maastricht siguiera colaborando con el Premio Peter Debye. La Universidad de Utrecht aceptó la recomendación pero la Universidad de Maastricht no lo hizo. Pero en febrero de 2008, la Fundación Hustinx (Maastricht), iniciadora y patrocinadora del Premio Peter Debye, anunció que seguirá otorgando el premio. La ciudad de Maastricht, lugar de nacimiento de Debye, declaró que no ve ninguna razón para cambiar los nombres de las calles y plazas de Debye.

### Debye el espía
En una publicación de 2010, Jurrie Reiding afirma que Debye puede haber sido un espía del MI6 británico. Reiding descubrió que Debye se hizo amigo del espía bien documentado Paul Rosbaud. Primero se encontraron alrededor de 1930 cuando ambos estaban trabajando como editores de dos revistas científicas. Colaboraron en la fuga de Lise Meitner en 1938. De acuerdo con Reiding, Debye estaba bien relacionado en los círculos científicos e industriales alemanes y podría haber proporcionado información valiosa para el MI6. Por ejemplo, como miembro de la junta de la Academia Alemana de Investigación de Aviación estaba familiarizado con Hermann Göring. Reiding también ofrece una explicación para la salida precipitada de Debye el 16 de enero de 1940 para los Estados Unidos: la fecha coincidió con la prevista (pero más tarde retrasada) invasión de Holanda por los alemanes un día más tarde, información posiblemente recibida de Rosbaud.

## Investigaciones científicas
En 1912 introdujo una modificación en la teoría del calor específico desarrollada por Albert Einstein, calculando la probabilidad de cualquier frecuencia de vibraciones moleculares hasta una frecuencia máxima; este desarrollo fue uno de los primeros éxitos teóricos de la teoría cuántica.
En 1913, extendió la teoría de la estructura atómica de Niels Bohr, introduciendo órbitas elípticas en el modelo, concepto también introducido por el físico alemán Arnold Sommerfeld.
Entre 1914 y 1917 realizó dos importantes contribuciones al campo de la cristalografía de rayos X, por aquel entonces en sus inicios. La primera fue el cálculo del efecto de la temperatura en la difracción de rayos X por sólidos cristalinos, trabajo al que también contribuyó posteriormente Ivar Waller; la resultante corrección al factor de estructura cristalino se conoce como factor de Debye-Waller. En 1916, trabajó junto con su estudiante Paul Scherrer en el desarrollo del «método de polvo» para analizar la estructura de cristales.
En 1923, con su asistente Erich Hückel, desarrolló una mejora en la teoría de Svante Arrhenius sobre la conductividad eléctrica en soluciones electrolíticas, conocida como ecuación de Debye-Hückel, que hoy en día aún se considera como un importante paso en la comprensión de las soluciones electrolíticas.
También en 1923, junto con Arthur Holly Compton, desarrolló una teoría para explicar el efecto Compton, la difracción de los rayos X cuando interactúan con electrones.
En 1926 sugirió la existencia del efecto magnetocalórico, mediante el cual se pueden obtener temperaturas inferiores a 0,3 kelvin.

## Reconocimientos

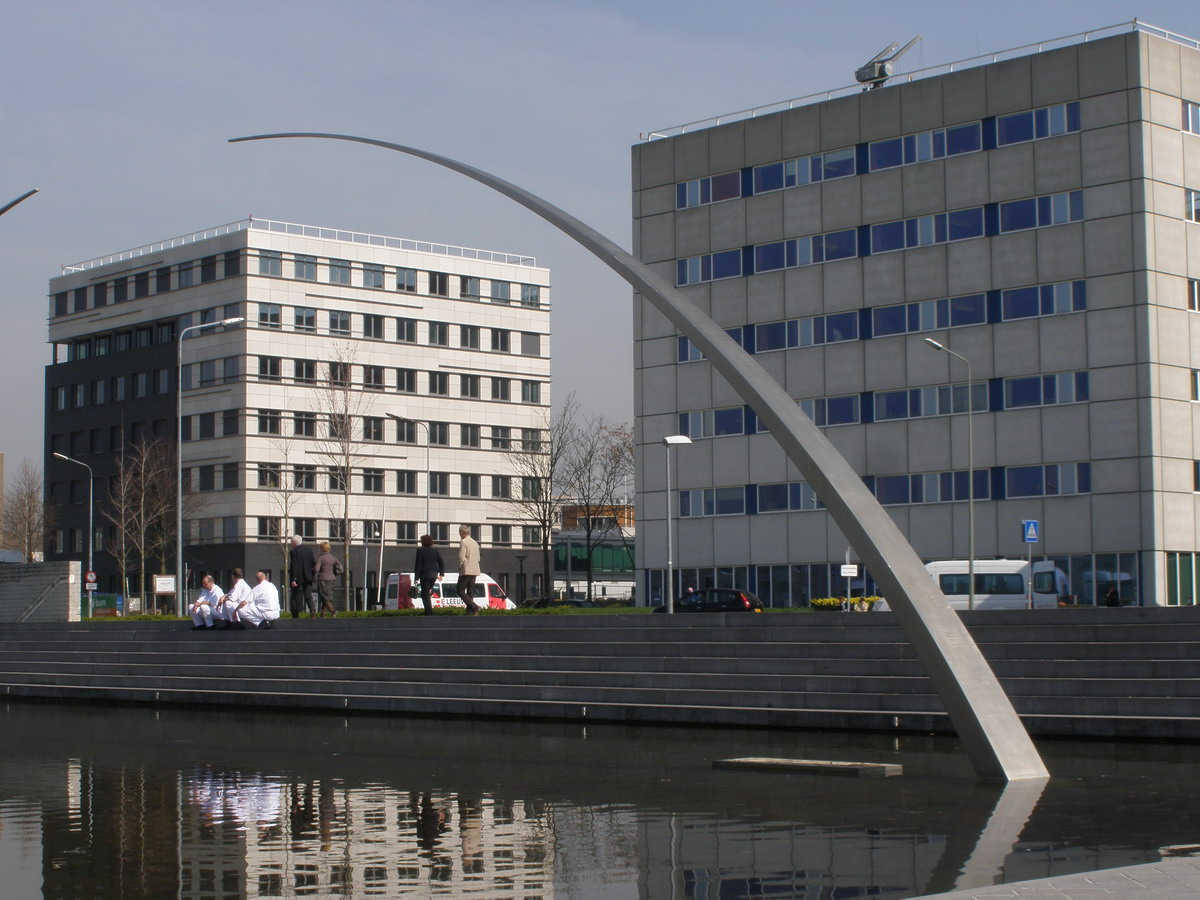
Monumento "Dipole moments" o "Momentos dipolares" en homenaje a Peter Debye, situado en el Hospital universitario, sito en la UM, en Maastricht, Países Bajos.

### Premios
Fue galardonado en 1936 con el premio Nobel de Química por sus contribuciones al conocimiento de las estructuras moleculares. También fue galardonado con la Medalla Rumford (1930), con la Medalla Max Planck (1950), con la Medalla Priestley (1963), concedida por la American Chemical Society, y con la National Medal of Science (1965).

### Epónimos
Física
- Debye, nombre de una unidad de momento dipolar eléctrico
- Ecuación de Debye-Hückel, relativa a la conductividad eléctrica en soluciones electrolíticas (en colaboración con el físico alemán Erich Hückel (1896-1980))
- Modelo de Debye, método para estimar la contribución de los fonones al calor específico en un sólido
- Factor de Debye-Waller, término que describe el efecto de los desplazamientos atómicos en la difracción cristalina.
- Método de Debye-Scherrer o Debye-Scherrer-Hull, método para el análisis de estructuras cristalinas.
- Efecto Debye-Falkenhagen, que describe el aumento de la conductividad de una solución de electrolito cuando se aplica un voltaje de muy alta frecuencia (descubierto conjuntamente con el físico alemán Hans Falkenhagen (1895-1971))
- Longitud de Debye, que determina la separación significativa de cargas eléctricas

Astronomía
- En su honor se bautizó al asteroide 30852 Debye descubierto el 2 de octubre de 1991 por Freimut Börngen y Lutz Dieter Schmadel. Su nombre original era: 1991 TR6.
- El cráter lunar Debye lleva este nombre en su honor.[28]